# Robinhood (empresa)
Robinhood Markets, Inc. es una empresa estadounidense de servicios financieros con sede en Menlo Park, California, conocida por ofrecer operaciones sin comisiones de acciones y fondos cotizados a través de una aplicación móvil presentada en marzo de 2015. Robinhood es un corredor de bolsa regulado por FINRA, registrado en la Comisión de Bolsa y Valores de EE. UU., Y es miembro de la Securities Investor Protection Corporation. Los ingresos de la compañía provienen de tres fuentes principales: intereses devengados por los saldos de efectivo de los clientes, información de órdenes de venta a operadores de alta frecuencia (una práctica para la cual la SEC abrió una investigación sobre la compañía en septiembre de 2020) y préstamos de margen. A fecha de 2020, Robinhood tiene 13 millones de usuarios.

## Historia
Robinhood fue fundada en abril de 2013 por Vladimir Tenev y Baiju Bhatt, quienes previamente habían construido plataformas de negociación de alta frecuencia para instituciones financieras en la ciudad de Nueva York. El nombre de la empresa proviene de su misión de "proporcionar a todos acceso a los mercados financieros, no solo a los ricos". Tenev señaló que la ejecución de una operación costó a los corredores "fracciones de un centavo", pero generalmente cobraban tarifas de $ 5 a $ 10 por operación, así como un mínimo de cuenta requerido de $ 500 a $ 5,000.
La empresa mostró su aplicación públicamente por primera vez en LA Hacks, luego lanzó oficialmente la aplicación en marzo de 2015.
En enero de 2015, el 80% de los clientes de la empresa pertenecían al grupo demográfico "Millennial" y la edad promedio de los clientes era de 26 años. El 50% de los usuarios que han realizado un intercambio usan la aplicación a diario y el 90% la usa semanalmente. A fecha de 2020, Robinhood tiene 13 millones de usuarios.
En abril de 2017, Robinhood recaudó $ 110 millones a una valoración de $ 1.3 mil millones liderada por Yuri Milner de DST Global, Greenoaks Capital y Thrive Capital. El 10 de mayo de 2018, Robinhood cerró una ronda de financiación Serie D de 363 millones de dólares liderada por DST Global. A fecha de mayo de 2018, Robinhood recaudó un total de $ 539 millones en fondos de capital de riesgo, con la última valoración en $ 5.6 mil millones, por encima de su valoración anterior de $ 1.3 mil millones.
En febrero de 2018, la empresa anunció que trasladaría su sede de Palo Alto a la antigua sede de la revista Sunset en Menlo Park.
En mayo de 2019, informes de Bloomberg y otros medios publicitaron la búsqueda de Robinhood de $ 200 millones adicionales en fondos, lo que podría valorar a la compañía en el rango de $ 7 mil millones a $ 10 mil millones. En noviembre de 2019, Robinhood anunció su expansión al Reino Unido.
Durante la caída del mercado de valores de 2020, el comercio de Robinhood aumentó. El posterior aumento del mercado se atribuyó parcialmente a los operadores de Robinhood, pero un estudio indicó que los operadores de Robinhood tenían poco impacto diario en las principales acciones.
En mayo de 2020, se anunció que Robinhood había recaudado $ 280 millones en fondos de riesgo con una valoración previa de $ 8,3 mil millones liderada por Sequoia Capital, y 3 meses después, la compañía anunció una ronda de financiación Serie G de $ 200 millones de un nuevo inversor. D1 Capital Partners, el 17 de agosto.

## Productos

### Negociación de acciones y ETF
El producto original de Robinhood consistía en intercambios de acciones y fondos cotizados sin comisiones. En febrero de 2016, Robinhood introdujo depósitos instantáneos, acreditando instantáneamente a los usuarios depósitos de hasta $ 1.000; anteriormente, los fondos tardaban tres días en aparecer mediante transferencia. En septiembre de 2016 lanzaron Robinhood Gold, un plan de suscripción premium que ofrece hasta $ 50.000 en depósitos instantáneos, operaciones de margen y más análisis de mercado. En febrero de 2017, la compañía había ejecutado más de $ 30 mil millones en operaciones. En agosto de 2017, la compañía comenzó a ofrecer acciones gratuitas a cambio de recomendar nuevos usuarios. Robinhood ha prohibido a sus usuarios comprar algunas acciones de centavo (penny stocks) de alto riesgo, como prohibir las compras de Helios and Matheson Analytics, el propietario de MoviePass, en agosto de 2018. No ofrece servicios como cuentas de jubilación, fondos mutuos y bonos.
En octubre de 2019, varias corredurías importantes como E-Trade, TD Ameritrade y Charles Schwab anunciaron en rápida sucesión que estaban eliminando las tarifas comerciales. La competencia con Robinhood fue citada como una razón. Aunque, Charles R. Schwab dijo que estaba dentro de las intenciones de su corretaje eliminar eventualmente las tarifas de negociación, ya que la firma había sido históricamente un corredor de descuento . El soporte para la compra de acciones fraccionarias y la reinversión automática de dividendos se introdujo en diciembre de 2019. Las inversiones periódicas automáticas se introdujeron en mayo de 2020.

### Comercio de criptomonedas
El 25 de enero de 2018, Robinhood anunció una lista de espera para el comercio de criptomonedas sin comisiones. Al final del primer día, la lista de espera era de más de 1.250.000. Robinhood comenzó a ofrecer comercio de Bitcoin y Ethereum a usuarios en California, Massachusetts, Misuri y Montana en febrero de 2018. En mayo de 2018, Robinhood expandió su plataforma comercial a Wisconsin y Nuevo México.

### Banca
En junio de 2018, se informó que Robinhood estaba en conversaciones para obtener una licencia bancaria de los Estados Unidos, y un portavoz de la compañía afirmó que la compañía estaba en conversaciones "constructivas" con la OCC de EE. UU.
En diciembre de 2018, Robinhood anunció cuentas corrientes y de ahorro, con tarjetas de débito emitidas por Sutton Bank, con sede en Ohio, que estarían disponibles a principios de 2019.  Robinhood afirmó que las cuentas tendrían una tasa de interés anual del 3%; en el momento del anuncio, la tasa de interés más alta en una cuenta de ahorros de un banco autorizado era del 2,36%. Robinhood inicialmente afirmó que las cuentas estarían aseguradas por la SIPC, lo que la SIPC negó.  Los productos fueron rebautizados como "Cash Management" al día siguiente.  En enero de 2019, la lista de espera y la página de registro se eliminaron de la aplicación.  En octubre de 2019 se anunció una nueva función de administración de efectivo, con el seguro de la FDIC de varios bancos asociados y una tasa de interés anual del 2.05%, aunque se redujo antes del lanzamiento al 1.8% después de un recorte de la tasa federal . La función se lanzó en diciembre de 2019. Sin embargo, el APY actual es una fracción de lo que se prometió originalmente y es del 30%.

## Controversias

### Pago por flujo de pedidos
Bloomberg News informó en octubre de 2018 que Robinhood había recibido casi la mitad de sus ingresos del pago del flujo de pedidos . La compañía luego confirmó esto en su sitio web corporativo cuando CNBC le preguntó. El Wall Street Journal descubrió que Robinhood "parece estar aceptando más dinero en efectivo por pedidos que sus rivales", en una proporción de hasta 60 a 1, según sus documentos regulatorios.
La Autoridad Reguladora de la Industria Financiera multó a Robinhood con $ 1.25 millones en diciembre de 2019 por no asegurarse de que sus clientes recibieran el mejor precio por los pedidos. Todas las operaciones de Robinhood entre octubre de 2016 y noviembre de 2017 se dirigieron a empresas que pagaron por el flujo de pedidos, y la empresa no consideró la mejora de precios que se pudo haber obtenido a través de otros creadores de mercado. Robinhood fue demandado mediante una demanda colectiva en diciembre de 2020 por no revelar que una gran parte de sus ingresos dependía del pago del flujo de pedidos.

### Violación de la seguridad
En julio de 2019, Robinhood admitió almacenar las contraseñas de los clientes en texto sin cifrar y en forma legible en sus sistemas internos, según los correos electrónicos que envió a los clientes afectados. Robinhood se negó a decir cuántos clientes se vieron afectados por el error y afirma que no encontró ninguna evidencia de abuso. Sin embargo, en 2020, la firma reconoció que casi 2.000 cuentas de Robinhood Markets se vieron comprometidas en la ola de piratería y que los piratas informáticos desviaron los fondos de los clientes, una señal de que los ataques estaban más extendidos de lo que se sabía anteriormente, y que Robinhood no dio a conocer inicialmente.

### Apalancamiento infinito
En noviembre de 2019, un usuario en el subreddit de WallStreetBets compartió un error que permitió a los usuarios de Robinhood Gold pedir prestados fondos ilimitados mediante la venta de llamadas cubiertas donde las acciones se habían comprado con apalancamiento, y la prima de la llamada se utilizó para acceder a un apalancamiento adicional para comprar más. acciones para vender más opciones de compra y así sucesivamente. La laguna jurídica se cerró poco después y las cuentas que la explotaban se suspendieron, pero no antes de que algunas cuentas registraran pérdidas de seis cifras al usar lo que los usuarios de WallStreetBets denominaron "código de trampa de dinero infinito".

### Cortes
El lunes 2 de marzo de 2020, Robinhood sufrió una interrupción durante todo el día en todo el sistema durante la mayor ganancia diaria de puntos en la historia del Dow Jones, lo que impidió que los usuarios realizaran la mayoría de las acciones en la plataforma, incluidas las posiciones de apertura y cierre. Durante esta interrupción, el S&P 500 subió más del 4,6 por ciento. Los usuarios de Robinhood postularon que la interrupción fue el resultado de un error de codificación con respecto al manejo de años bisiestos para el sábado 29 de febrero de 2020. Robinhood negó estas afirmaciones. Robinhood dijo que ofrecerán una compensación caso por caso. Robinhood experimentó otra interrupción importante en todo el sistema el 9 de marzo. Robinhood se enfrenta actualmente a tres demandas debido a los cortes en marzo de 2020.

### Suicidio de Alexander E. Kearns
Robinhood se enfrentó a una nueva controversia en junio de 2020 después de que el estudiante de la Universidad de Nebraska, Alexander E. Kearns, se suicidara tras ver un saldo de efectivo negativo de US $ 730.000 en su cuenta de operaciones con margen de Robinhood. Más tarde se descubrió que se trataba de un saldo negativo temporal debido a una actividad comercial inestable. En su nota de suicidio, Kearns, que tenía 20 años en el momento de su muerte, acusó a Robinhood de permitirle correr demasiados riesgos. En un comunicado de prensa, Robinhood prometió considerar criterios y educación adicionales para los clientes que buscan autorización de opciones de nivel 3.

### Sonda SEC 2020
El 2 de septiembre de 2020, el Wall Street Journal informó que Robinhood estaba bajo investigación de la SEC por no revelar completamente los pedidos de los clientes de venta a firmas comerciales de alta velocidad, con un potencial multa de más de $ 10 millones. Robinhood pagó $ 65 millones para resolver la investigación de la SEC el 17 de diciembre de 2020.

### Gamificación en Massachusetts
El 16 de diciembre de 2020, la División de Valores de Massachusetts presentó una queja administrativa en la que alegaba la violación de las leyes de valores estatales al "promocionarse a los inversores de Massachussetts sin tener en cuenta los mejores intereses de sus clientes y de no mantener las infraestructuras y los procedimientos necesarios para satisfacer las demandas de su base de clientes en rápido crecimiento ". Como resultado de su interfaz ludificada que permite a los nuevos inversores participar en el comercio de derivados avanzados, las ventas al descubierto y las opciones de compra, la División de Valores de Massachusetts sostuvo que Robinhood explota a los inversores novatos, ya que estos tipos de comercio generalmente se consideran "fuera de los límites" para los nuevos inversores debido al alto riesgo que conllevan.

### 2021 apretón corto
El 28 de enero de 2021, Robinhood restringió el comercio de ciertas acciones después de un esfuerzo por parte de los usuarios del subreddit r / wallstreetbets para aumentar su precio. Esta decisión atrajo la condena de los usuarios de Internet en el subreddit y en Twitter. La representante de la Cámara de Representantes de Estados Unidos, Rashida Tlaib, pidió una audiencia del Comité de Servicios Financieros de la Cámara de Representantes y tuiteó que la acción de Robinhood fue una "manipulación del mercado" para proteger los fondos de cobertura.  La representante demócrata Alexandria Ocasio-Cortez tuiteó que la restricción era "inaceptable" y dijo que el Congreso necesitaba saber más sobre la decisión de la compañía "de impedir que los inversores minoristas compren acciones mientras que los fondos de cobertura pueden negociar libremente las acciones como mejor les parezca", el senador republicano Ted Cruz y el magnate empresarial Elon Musk respaldan el sentimiento.
Tras la controversia, la aplicación sufrió una afluencia de reseñas de una estrella en la tienda de aplicaciones Google Play . Google eliminó al menos 100.000 de estas revisiones, llamándolas "coordinadas o inorgánicas". Sin embargo, después de otra ronda de reseñas negativas sobre la aplicación que la redujo a una calificación de 1.1 estrellas, Google confirmó que las nuevas reseñas no violan las políticas de Google y no se eliminarán. Los manifestantes también se presentaron frente a la sede de Robinhood en Menlo Park, California, en la sede de la Comisión de Bolsa y Valores en Washington D. C., y la Bolsa de Valores de Nueva York . El 28 de enero, se presentó una demanda colectiva contra Robinhood por presunta manipulación del mercado en el Distrito Sur de Nueva York . La demanda alega que la aplicación “quitó a propósito, intencionalmente y a sabiendas las acciones 'GME' de su plataforma de negociación en medio de un aumento de acciones sin precedentes [...] privó a los inversores minoristas de la capacidad de invertir en el mercado abierto, manipulando así el mercado abierto". Más tarde ese día, la empresa anunció que volvería a permitir compras limitadas de acciones el 29 de enero.